# Mario Ebenhofer
Mario Ebenhofer (* 29. Juli 1992) ist ein österreichischer ehemaliger Fußballspieler.

## Karriere
Ebenhofer wechselte 2010 zum SKU Amstetten und spielte in der Saison 2010/11 mit seinem Verein in der 1. Niederösterreichischen Landesliga, wobei er auf 13 Ligaeinsätze und zwei Tore kam. Nachdem der SKU Amstetten 2011 Meister der Niederösterreichischen Landesliga geworden war, konnte Ebenhofers Verein in die Regionalliga Ost aufsteigen. Ebenhofer absolvierte in der Folge mit dem SKU Amstetten zwischen 2011 und 2014 insgesamt 79 Pflichtspiele (Regionalliga Ost und ÖFB-Cup), wobei er 15 Tore erzielte. In der Saison 2013/14 konnte Ebenhofer im ÖFB-Cup mit dem SKU Amstetten bis ins Viertelfinale vorstoßen. 2014 wurde Ebenhofer vom SC Wiener Neustadt verpflichtet, der sich seine Dienste für die Saison 2014/15 sicherte. Im Jänner 2015 wurde er an den Zweitligisten SKN St. Pölten verliehen. Im Sommer 2015 lief sein Vertrag in Wiener Neustadt aus und er wurde vereinslos. Nachdem Ebenhofer keinen neuen Verein gefunden hatte, kehrte er im Dezember 2015 zum inzwischen in der zweiten Liga spielenden SC Wiener Neustadt zurück.
Zur Saison 2018/19 wechselte er zum Ligakonkurrenten FC Blau-Weiß Linz, bei dem er einen bis Juni 2019 laufenden Vertrag erhielt. Nach der Saison 2018/19 verließ er BW Linz und wechselte nach Rumänien zum FC Botoșani. Für Botoșani kam er in der Saison 2019/20 zu 13 Einsätzen in der Liga 1. Nach einer Spielzeit verließ er den Verein wieder.
Daraufhin wechselte er im September 2020 nach Deutschland zum fünftklassigen SGV Freiberg. Für Freiberg absolvierte er sechs Partien in der Oberliga. Zur Saison 2021/22 kehrte Ebenhofer nach Perg zurück.